# 北荷蘭省旗

北荷蘭省旗

北荷蘭省旗（荷蘭語：vlag van Noord-Holland）是北荷蘭省的官方旗幟，這面旗幟啟用於1958年10月22日。北荷蘭省旗是一面橫三色旗，自上而下是黃紅藍三色條紋。這一配色來自於北荷蘭省徽的顏色。